# 天殺
《天殺》是一部香港电影，2000年上映。这部电影由羅舜泉担任导演，本片由李修賢、呂頌賢等主演。

## 剧情
在多年前，黃克明為一個好賭的員警，他為了還債，打劫女友阿玲的金店，他把阿玲做人質，但卻被巡警李鎮藩誤傷，成為植物人。克明無奈之下只好投靠社團老大蚊叔。在幾年後蚊叔決定金盤洗手，交給克明負責社團，迪哥為其中幫派的老大，迪哥想和克明合作，但克明拒絕，蚊叔得知後把迪哥教訓一頓，迪哥憤怒不已，他殺死蚊叔，並派殺手打算殺死克明，但他卻殺死所有殺手，並槍殺迪哥。克明並沒忘記李鎮藩誤傷自己的女友阿玲，他憤怒之下把李鎮藩女友林立兒綁架，要報仇，最後，兩人決鬥，李鎮藩存活了，但克明最終被警方擊斃，阿玲同時在醫院病逝，片終。

## 演員表

### 主要演員
| 演員   | 角色   | 粵語配音 | 備註 |
| 李修賢 | 李啟邦 | 古明華   | 重案組總督察 黃克明之前上司 舒生之上司 最後趕到並槍殺黄克明 |
| 呂頌賢 | 黃克明 | 高翰文   | 本片終極大反派 黑幫老大，前便衣警員 蚊叔之手下 樂玲之男友 迪哥、李鎮藩之天敵 李啟邦的前下屬 最後捉走林立兒，在打算活生生打死李鎮藩時，被趕到的李啟邦及舒生槍殺身亡 |
| 陳國邦 | 李鎮藩 | 羅偉傑   | 便衣警員 在多年前原打算開槍制服黃克明，卻誤傷其女朋友阿玲 林立兒之男友 最後險被黃克明殺死，後獲救                                                                  |
| 陳明君 | 阿玲   | 曾秀清   | 黃克明之女友 在多年前被李鎮藩誤傷 最後在黃克明死後也去世 |
| 張瑞哲 | 迪哥   | 潘文柏   | 黑幫老大 蚊叔、黃克明之天敵 最後派殺手想殺死黃克明，但失敗並被其槍殺                                                                                               |

### 其他演員
| 演員   | 角色   | 粵語配音 | 備註                                                             |
| 許紹雄 | 蚊叔   | 黃志明   | 黑幫老大 黃克明之老大 在開頭金盤洗手 後被狄克所殺                |
| 劉冠伸 | 舒生   | 潘文柏   | 重案組警員 李啟邦的手下 因一次失誤而令林立兒遭黃克明綁架         |
| 施綺蓮 | 阿美   | 陸惠玲   | 黃克明之女友 迪哥之天敵 在厠所自殺時被黃克明發現，並被其止血救回 |
| 郭家頤 | 林立兒 | 陸惠玲   | 李鎮藩之女友 迪哥的表妹 被黃克明綁架以向李鎮藩復仇，後獲救       |
| 羅舜泉 | 警員   | 潘文柏   | 便衣警員 不知道李鎮藩為警察而阻擋其進入迪哥的舞廳                |